# Ferrocarril Puerto – Los Talas
| FCPLT-Werkstatt für die Decauville-Bahnen |                                                              |                                               |                                               |
| Streckenverlaufskarte |                                                              |                                               |                                               |
| Streckenlänge: | 8,0 + 3,6 km                                                 |                                               |                                               |
| Spurweite: | Breitspur-Stammstrecke: 1676 mm Decauville-Zubringer: 600 mm |                                               |                                               |
| Streckengeschwindigkeit: | 25 km/h                                                      |                                               |                                               |
| |                                                              |                                               |                                               |
| \| \| 0,0 \| Ramal La Plata – Rio Santiago \| Ramal La Plata – Rio Santiago \| \| \| \| zu den Kühlhäusern (calle Entre Muros) \| \| \| \| \| \| \| \| \| \| Canal Este \| \| \| \| \| Canal de Desagüadero \| \| \| \| 1,0 \| Berisso \| Berisso \| \| \| \| Hilandera (links), Saladero San Juan (rechts) \| \| \| \| 2,0 \| \| \| \| \| 3,0 \| \| \| \| \| 4,0 \| \| \| \| \| \| Schillkalkstein-Steinbruch \| \| \| \| \| \| \| \| \| 5,322 \| L. Nuñez \| L. Nuñez \| \| \| \| Schillkalkstein-Steinbruch \| \| \| \| 6,0 \| J. Kenn \| J. Kenn \| \| \| \| Gemischtwarenladen El Bagre Flaco \| \| \| \| \| \| \| \| \| \| \| \| \| \| 7,1 \| Los Talas (alt) \| Los Talas (alt) \| \| \| 7,3 \| Daneri \| Daneri \| \| \| \| \| \| \| \| \| Schillkalkstein-Steinbruch \| \| \| \| \| \| \| \| \| \| Decauville-Bahn zum Kalksandstein-Steinbruch \| \| \| \| \| \| \| \| \| 8,0 \| Los Talas \| Los Talas \| \| \| \| Schillkalkstein-Steinbruch \| \| |                                                              |                                               |                                               |
| Dienststation / Betriebs- oder Güterbahnhof quer (Strecke außer Betrieb) · Abzweig quer und von rechts (Strecke außer Betrieb) | 0,0                                                          | Ramal La Plata – Rio Santiago                 | Ramal La Plata – Rio Santiago                 |
| Abzweig geradeaus und nach links (Strecke außer Betrieb) |                                                              | zu den Kühlhäusern (calle Entre Muros)        | zu den Kühlhäusern (calle Entre Muros)        |
| |                                                              |                                               |                                               |
| Brücke über Wasserlauf (Strecke außer Betrieb) |                                                              | Canal Este                                    | Canal Este                                    |
| Brücke über Wasserlauf (Strecke außer Betrieb) |                                                              | Canal de Desagüadero                          | Canal de Desagüadero                          |
| Haltepunkt / Haltestelle (Strecke außer Betrieb) | 1,0                                                          | Berisso                                       | Berisso                                       |
| Dienststation / Betriebs- oder Güterbahnhof quer (Strecke außer Betrieb) · Kreuzung (Strecken außer Betrieb) · Dienststation / Betriebs- oder Güterbahnhof quer (Strecke außer Betrieb) |                                                              | Hilandera (links), Saladero San Juan (rechts) | Hilandera (links), Saladero San Juan (rechts) |
| Kilometer-Wechsel (Strecke außer Betrieb) | 2,0                                                          |                                               |                                               |
| Kilometer-Wechsel (Strecke außer Betrieb) | 3,0                                                          |                                               |                                               |
| Kilometer-Wechsel (Strecke außer Betrieb) | 4,0                                                          |                                               |                                               |
| Strecke (außer Betrieb) · Strecke von links (außer Betrieb) |                                                              | Schillkalkstein-Steinbruch                    | Schillkalkstein-Steinbruch                    |
| Abzweig geradeaus und nach links (Strecke außer Betrieb) · Abzweig quer und nach rechts (Strecke außer Betrieb) |                                                              |                                               |                                               |
| Haltepunkt / Haltestelle (Strecke außer Betrieb) | 5,322                                                        | L. Nuñez                                      | L. Nuñez                                      |
| Abzweig geradeaus und nach links (Strecke außer Betrieb) · Strecke quer (außer Betrieb) |                                                              | Schillkalkstein-Steinbruch                    | Schillkalkstein-Steinbruch                    |
| Haltepunkt / Haltestelle (Strecke außer Betrieb) | 6,0                                                          | J. Kenn                                       | J. Kenn                                       |
| Abzweig geradeaus und nach links (Strecke außer Betrieb) |                                                              | Gemischtwarenladen El Bagre Flaco             | Gemischtwarenladen El Bagre Flaco             |
| Kreuzung mit U-Bahn (Strecken außer Betrieb) |                                                              |                                               |                                               |
| Strecke von halblinks (außer Betrieb) · U-Bahn-Strecke von halbrechts (außer Betrieb) |                                                              |                                               |                                               |
| Strecke (außer Betrieb) · U-Bahn-Betriebs-/Güterbahnhof Streckenende (Strecke außer Betrieb) | 7,1                                                          | Los Talas (alt)                               | Los Talas (alt)                               |
| Haltepunkt / Haltestelle (Strecke außer Betrieb) | 7,3                                                          | Daneri                                        | Daneri                                        |
| Abzweig geradeaus und nach links (Strecke außer Betrieb) · Abzweig quer und von rechts (Strecke außer Betrieb) · Strecke von rechts (außer Betrieb) |                                                              |                                               |                                               |
| Strecke (außer Betrieb) · Strecke (außer Betrieb) |                                                              | Schillkalkstein-Steinbruch                    | Schillkalkstein-Steinbruch                    |
| Strecke (außer Betrieb) |                                                              |                                               |                                               |
| Abzweig geradeaus und nach links (Strecke außer Betrieb) |                                                              | Decauville-Bahn zum Kalksandstein-Steinbruch  | Decauville-Bahn zum Kalksandstein-Steinbruch  |
| Abzweig geradeaus und nach links (Strecke außer Betrieb) · Strecke von rechts (außer Betrieb) |                                                              |                                               |                                               |
| Betriebs-/Güterbahnhof Streckenende (Strecke außer Betrieb) · Strecke (außer Betrieb) | 8,0                                                          | Los Talas                                     | Los Talas                                     |
| |                                                              | Schillkalkstein-Steinbruch                    |                                               |

Die Ferrocarril Puerto – Los Talas (FCPLT) (spanisch Ramal a Los Talas) war eine 1896 von der Firma Urdaniz y Cía in der argentinischen Provinz Buenos Aires errichtete 8 km lange Breitspurbahn mit einer Spurweite von 1.676 mm (3 Fuß 6 Zoll) mit 3,6 km langen Schmalspur-Zubringerstrecken mit einer Spurweite von 600 mm die den Hafen Puerto La Plata am Río de la Plata mit mehreren Steinbrüchen verband.

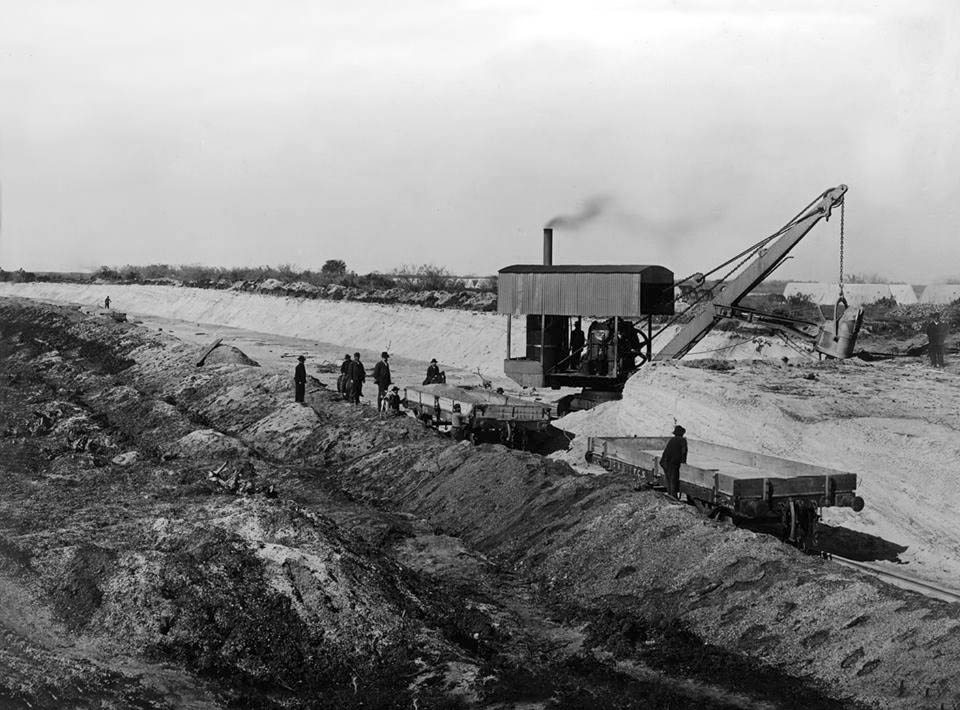
Breitspurbahn in einem Schillkalkstein-Steinbruch

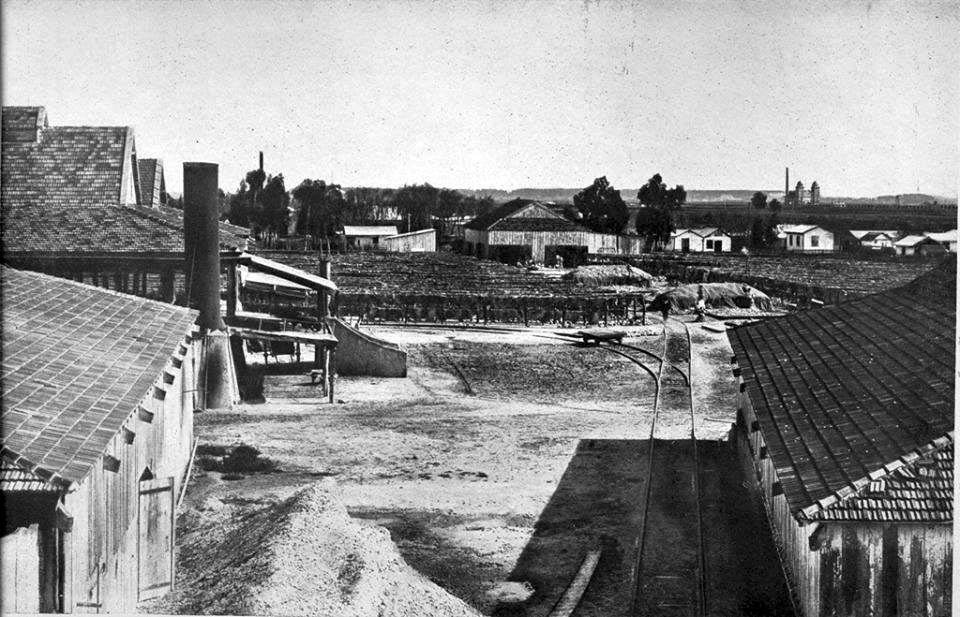
Breit- und Schmalspurbahn-Gleise in Saladero San Juan de Juan Berisso, 1910

## Geschichte
Am 14. Juli 1896 fuhr der erste Güterzug vom Hafen nach Los Talas. Bereits am 4. Februar 1897 wurde die Strecke für den allgemeinen Verkehr von Personen und Paketpost freigegeben, die zuvor auf Pferden transportiert wurden. Im selben Jahr erlaubte die Regierung der Eisenbahn den Betrieb von Dampflokomotiven für den Güter-, Personen- und Paketpost-Verkehr unter der Bedingung, dass Brazo-Signale an der Bahnhofsausfahrt von Los Talas und den Abzweigungen installiert würden. Bis dahin durfte der Zug nur 10 km/h fahren, später fuhr er mit einer Durchschnittsgeschwindigkeit von 15 km/h und einer Höchstgeschwindigkeit von 24 km/h.
Im Januar 1901 wurde die Strecke von der Ferrocarril del Sud übernommen, die sie bis zu ihrer Schließung 1910 nutzte. Die Strecke wurde 1910 durch wegen der Bauarbeiten an Avenida al Gran Río in La Plata geschlossen, bei denen der Bahndamm durchbrochen wurde. Die Gleise wurden 1915 bis auf die ersten 150 m im Bogen zum Hafen von La Plata abgebaut. Ein Teil der Strecke am Strand wurde 1937 noch zum Be- und Entladen der Kühlhäuser genutzt.

## Breitspurbahn

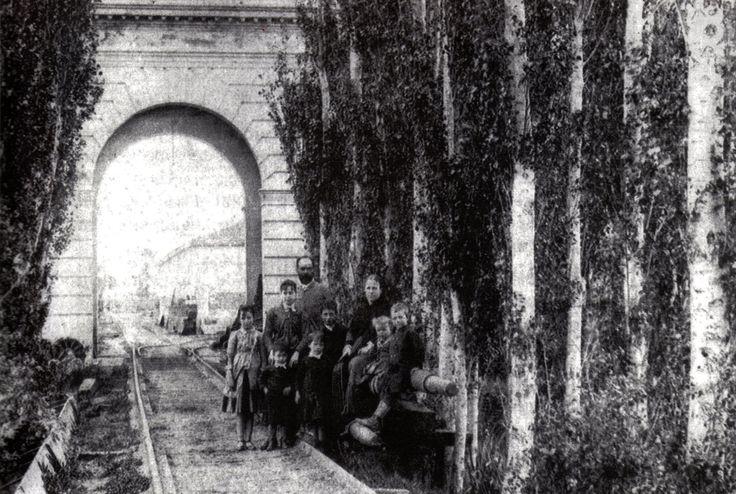
Breitspurbahn am Arco del Saladero San Juan de Berisso, 1885

Die Stammstrecke führte auf dem Mittelstreifen des alten Boulevards der Montevideo Avenue bis zur heutigen Puente 3 de Abril, nach deren Überquerung die Strecke rechts neben der Allee verlief. Auf der Höhe der Avenida Almirante Brawn wurde die Strecke auf dem Mittelstreifen der Avenida Montevideo verlegt, bis zum Bahnhof Daneri, an dem die Strecke nach links abbog, um in gerader Linie zum Bahnhof Los Talas zu gelangen.

## Decauville-Bahnen

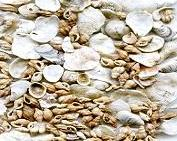
Schillkalkstein (Conchilla)

In der Gegend gab es mehrere Steinbrüche, in denen vor allem Schillkalkstein (spanisch Conchilla) abgebaut wurde. Dabei handelt es sich um ein Gemisch von Muschelkalk (Coquina) und Lumachella (Lumaquela). Die Stammstrecke war über Decauville-Zubringerstrecken mit mehreren Steinbrüchen für Schillkalkstein, Kalksandstein und Sand verbunden sowie mit land- und forstwirtschaftlichen Betrieben für die Gewinnung von Brennholz, Obst und Gemüse, da deren Gleisjoche in den Steinbrüchen viel billiger und einfacher zu verlegen und zu warten waren als die Gleise der Breitspurbahn. Diese Decauville-Bahnen hatten eine von der FCPLT betriebene Reparaturwerkstatt in der Nähe des Bahnhofs von Los Talas, deren Gebäude bis heute in sehr gutem Zustand erhalten ist.

## Überreste
Die Casa Martins, in dem die Ladung vor dem Transport zum Hafen verpackt und zwischengelagert wurde, ist noch in sehr gutem Zustand erhalten. Auf einer eine Brücke an der Avenida Río de la Plata liegen noch Bahnschwellen der Bauart Barrilon.